# Lyne Chardonnet
Lyne Catherine Jeanne Chardonnet (Parijs, 5 mei 1943 - Enghien-les-Bains, 11 december 1980) was een Franse actrice. Ze stond bekend om haar rollen in Mon oncle Benjamin, Lady Oscar en Chanel Solitaire. Er werd een korte film, Le Dernier Jour (The Last Day), voor haar gemaakt door haar man Jacques Cortal vanwege haar jonge overlijden op 37-jarige leeftijd aan leverkanker.

## Biografie

### Carrière
Lyne Chardonnet werd opgeleid aan het National Academy of Dramatic Arts (1967) met twee tweede prijzen in comedy, klassiek en modern. Ze begon met acteren in bioscoopfilms, maar dat waren enkel bijrollen.
Ze verschijnt in Mayerling en speelt de jongere zus van Catherine Deneuve. Haar meest populaire rol is die van Arabelle in Mon oncle Benjamin van Édouard Molinaro. Ze kreeg de rol in de plaats van Claude Jade die het had geweigerd, en gaf de voorkeur aan de hoofdrol van Manette, de verloofde van de held Jacques Brel. Ze speelde ook Valérie, in Bruno, l'enfant du dimanche, Brigitte in Clérambard en Charlotte in L'Œuf.
Op televisie is haar belangrijkste rol die van Herminie in Les Gens de Mogador, met Marie-José Nat en Jean-Claude Drouot.
Ze verschijnt in kleine rollen of als figurant in films van Édouard Molinaro (verpleegster in Dracula père et fils, stewardess in L'Homme pressé). Ze is een van de gastrollen in de tv-film Les personnages van Maurice Cazeneuve, en een gast van het bal bij Jacques Demy in Lady Oscar. In 3 hommes à abattre (1980) is ze verpleegster en in haar laatste film voor haar overlijden Chanel Solitaire een jonge non. Ze maakte een cameo-optreden in de film 3 hommes à abattre terwijl ze in het ziekenhuis werd behandeld voor een ziekte waar ze een paar weken later aan zou overlijden.

### Privé
Zij is de dochter van Léopold Chardonnet, oorspronkelijk afkomstig uit Montluçon en uit een familie van Evaux-les-Bains, in Combrailles, en Ellen Shapiro, van Ierse afkomst.
Ze was de eerste vrouw van (1968-1969) van Paul-Loup Sulitzer. Ze heeft een dochter, Léa (geboren in 28 juli 1974), van acteur en regisseur Jacques Cortal die haar zal eren in een korte film vanwege haar overlijden (The Last Day, 1980) en in een fictieve film (Quand je vois le soleil, 2002, met Marie-Claude Pietragalla en Florent Pagny).
Ze stierf op 37-jarige leeftijd aan leverkanker. Ze is begraven in Soisy-sous-Montmorency.

## Filmografie

### Films
| Jaar | Titel                                     | Rol                     |
| ---- | ----------------------------------------- | ----------------------- |
| 1965 | Le miroir à trois faces: La vie de bohème | Mimi                    |
| 1966 | La guerre est finie                       | La jolie blonde         |
| 1968 | Benjamin ou Les mémoires d'un puceau      | Jacotte                 |
| 1968 | Le tatoué                                 | Valérie Mézeray         |
| 1968 | Mayerling                                 | Hanna Vetsera           |
| 1969 | Clérambard                                | Brigitte Galuchon       |
| 1969 | Bruno, l'enfant du dimanche               | Valérie Moktans         |
| 1969 | Je, tu, elles...                          | La dactylo              |
| 1969 | Mon oncle Benjamin                        | Arabelle Minxit         |
| 1970 | Jumbo - Ein Elefantenleben                | Bette                   |
| 1971 | Pas moral pour deux sous                  | Doris Chalmont          |
| 1972 | L'Œuf                                     | Charlotte Berthoullet   |
| 1972 | A Time for Loving                         | La fille du bar         |
| 1972 | La bonne nouvelle                         | Geneviève Colin-Minet   |
| 1972 | Qui êtes-vous Monsieur Renaudot?          | Louise de Mascon        |
| 1973 | Barbarina ou L'oiselet vert               | Pompea                  |
| 1974 | Une mort comme la mienne                  | Annick                  |
| 1974 | Le protecteur                             | La fille blonde         |
| 1974 | Les... borgnes sont rois                  | N/A                     |
| 1974 | Dada au coeur                             | Christa                 |
| 1976 | Les personnages                           | Une invitée             |
| 1976 | Dracula père et fils                      | L'infirmière            |
| 1976 | Le jouet                                  | Mlle Blond              |
| 1977 | L'homme pressé                            | L'hôtesse de l'air      |
| 1979 | Lady Oscar                                | Une invitée du bal noir |
| 1979 | Pierrette                                 | Mme Thiphaine           |
| 1979 | Par devant notaire                        | Solange, premier clerc  |
| 1979 | Le roi Muguet                             | Valérie                 |
| 1980 | 3 hommes à abattre                        | L'infirmière au dossier |
| 1980 | Une merveilleuse journée                  | Geneviève               |
| 1981 | Le mystère de Saint-Chorlu                | Alexandra Van Cockaert  |
| 1981 | Chanel Solitaire                          | Young Nun               |

### Series
| Jaar    | Titel                           | Rol                             | Afleveringen   |
| ------- | ------------------------------- | ------------------------------- | -------------- |
| 1967    | Les sept de l'escalier quinze B | Sophie Blouin                   | N/A            |
| 1967    | Les cinq dernières minutes      | Catherine                       | 1 aflevering   |
| 1967    | Deslouettes père et fils        | N/A                             | N/A            |
| 1967    | En votre âme et conscience      | N/A                             | 1 aflevering   |
| 1967-79 | Au théâtre ce soir              | Zozotte, Huguette, Barbara, Èva | 4 afleveringen |
| 1970    | Allô police                     | Françoise                       | 1 aflevering   |
| 1971    | Noële aux quatre vents          | Odile                           | 1 aflevering   |
| 1972    | Les gens de Mogador             | Herminie                        | 3 afleveringen |
| 1973    | Témoignages                     | Laura                           | 1 aflevering   |
| 1974    | Graf Yoster gibt sich die Ehre  | Rena Jonasson                   | 1 aflevering   |
| 1974    | La folie des bêtes              | Catherine Bonnelle              | 2 afleveringen |
| 1974    | Un curé de choc                 | La trafiquante                  | 1 aflevering   |
| 1974    | Das blaue Palais                | Yvonne Boucher                  | 3 afleveringen |
| 1976    | Messieurs les jurés             | Mme Hennezel                    | 1 aflevering   |
| 1978    | Claudine                        | Valentine Chassenet             | 2 afleveringen |
| 1978    | Les hommes de Rose              | Josette                         | N/A            |
| 1980    | Les amours de la belle époque   | Justine                         | 1 aflevering   |
| 1980    | La vie des autres               | N/A                             | 1 aflevering   |
| 1981    | Salut champion                  | La voyageuse                    | 1 aflevering   |

## Theater
| Jaar    | Titel                                                          | Regisseur                     | Locatie                 |
| ------- | -------------------------------------------------------------- | ----------------------------- | ----------------------- |
| 1964    | Chat en poche van Georges Feydeau                              | Jean-Laurent Cochet           | Théâtre Daunou          |
| 1965    | Le Plus Heureux des trois van Eugène Labiche                   | Yves Gasc                     | Théâtre des Mathurins   |
| 1967-68 | Interdit au public van Jean Marsan                             | Jean Le Poulain               | Théâtre Saint-Georges   |
| 1969    | L'aiglon van Edmond Rostand                                    | Jacques Seyres                | Théâtre du Châtelet     |
| 1970    | Les Poissons rouges van Jean Anouilh                           | Jean Anouilh en Roland Piétri | Théâtre de l'Œuvre      |
| 1970    | Ciel, où sont passées les dattes de tes oasis? van Roger Hanin | Jacques Ardouin               | Théâtre de la Potinière |
| 1971    | On ne badine pas avec l'amour van Alfred de Musset             | Pierre Della Torre            | Saint-Maur-des-Fossés   |
| 1972    | L'Impromptu de Paris van Jean Giraudoux                        | Edmond Tamiz                  | Bellac                  |
| 1973    | La Reine blanche                                               | -                             | -                       |
| 1975    | Des souris et des hommes van John Steinbeck                    | Robert Hossein                | Théâtre de Paris        |
| 1979    | Ciel, où sont passées les dattes de tes oasis?                 | -                             | -                       |